# José Severino de Avelar e Lemos
José Severino de Avelar e Lemos (Velas, 8 de Julho de 1825 — Niterói, ??) foi um médico e cirurgião, formado pela Faculdade de Medicina do Rio de Janeiro, que se estabeleceu na cidade de Niterói, onde foi um dos fundadores e primeiros dirigentes do Imperial Instituto Médico Fluminense.